# E40号線
欧州自動車道路 E40号線（おうしゅうじどうしゃどうろ E40ごうせん）は、ヨーロッパからアジアにかけて東西に走っている道路。欧州自動車道路で最も長い路線である。フランスのカレーから、カザフスタンのリッデルまでを結んでいる。

## 主な経由都市
- フランス
  - カレー
- ベルギー
  - ブルッヘ - ヘント - ブリュッセル - ルーヴェン - リエージュ
- ドイツ
  - アーヘン - ケルン - Olpe - ヴェッツラー - Bad Hersfeld - アイゼナハ - エアフルト - ゲーラ - ケムニッツ - ドレスデン - ゲルリッツ
- ポーランド
  - レグニツァ - ヴロツワフ - オペルン - グリヴィツェ - ザブジェ - カトヴィツェ - クラクフ - Przemyśl
- ウクライナ
  - リヴィウ - リウネ - ジトーミル - キーウ - ハルキウ - ルハーンシク
- ロシア
  - ヴォルゴグラード - アストラハン
- カザフスタン
  - アティラウ - Beineu
- ウズベキスタン
  - Kungrad - ヌクス
- トルクメニスタン
  - ダショグス
- ウズベキスタン
  - ブハラ - ナヴァーイー - サマルカンド - ジザフ - タシュケント
- カザフスタン
  - タラズ
- キルギス
  - ビシュケク
- カザフスタン
  - アルマトイ - Sary-Ozek - タルディコルガン - Ucharal - Taskesken - Ayaguz - Georgiyevska - オスケメン - リッデル

## 主な接続路線
- E15号線 - フランス、カレー
- E17号線 - ベルギー、ヘント
- E19号線 - ベルギー、ブリュッセル
- E25号線 - ベルギー、リエージュ
- E35号線 - ドイツ、ケルン
- E36号線 - ポーランド、Bolesławiec
- E45号線 - ドイツ、キルヒハイム (ヘッセン)
- E55号線 - ドイツ、ドレスデン
- E65号線 - ポーランド、レグニツァ
- E75号線 - ポーランド、ムィスウォヴィツェ
- E85号線 - ウクライナ、ドゥブノ (リウネ州)
- E95号線 - ウクライナ、キーウ
- E105号線 - ウクライナ、ハルキウ
- E50号線 - ウクライナ、Debaltseve
- E119号線 - ロシア、アストラハン
- E123号線 - ウズベキスタン、タシュケント
- E125号線 - カザフスタン、アルマトイ

## ギャラリー

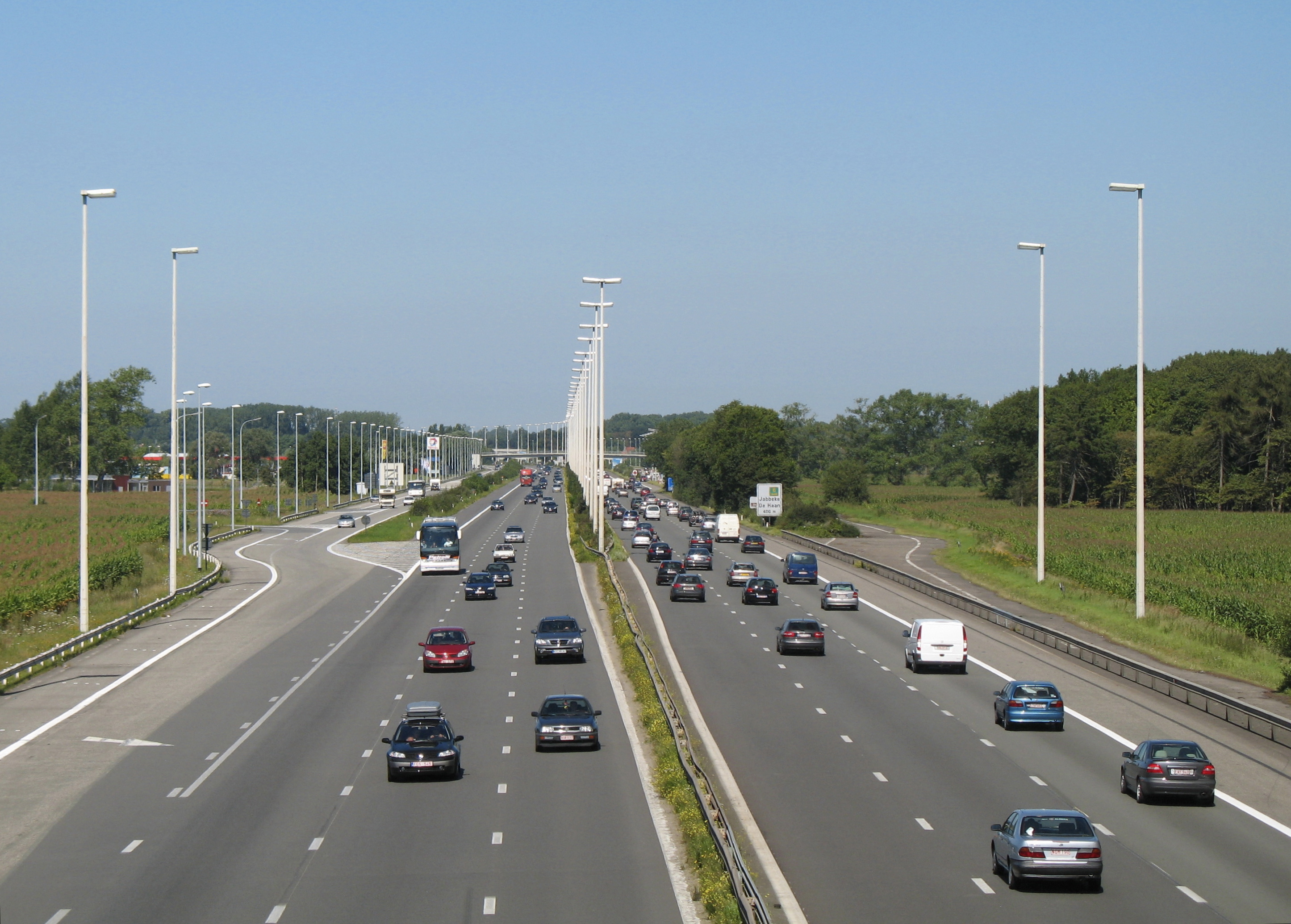
ベルギー、Jabbeke
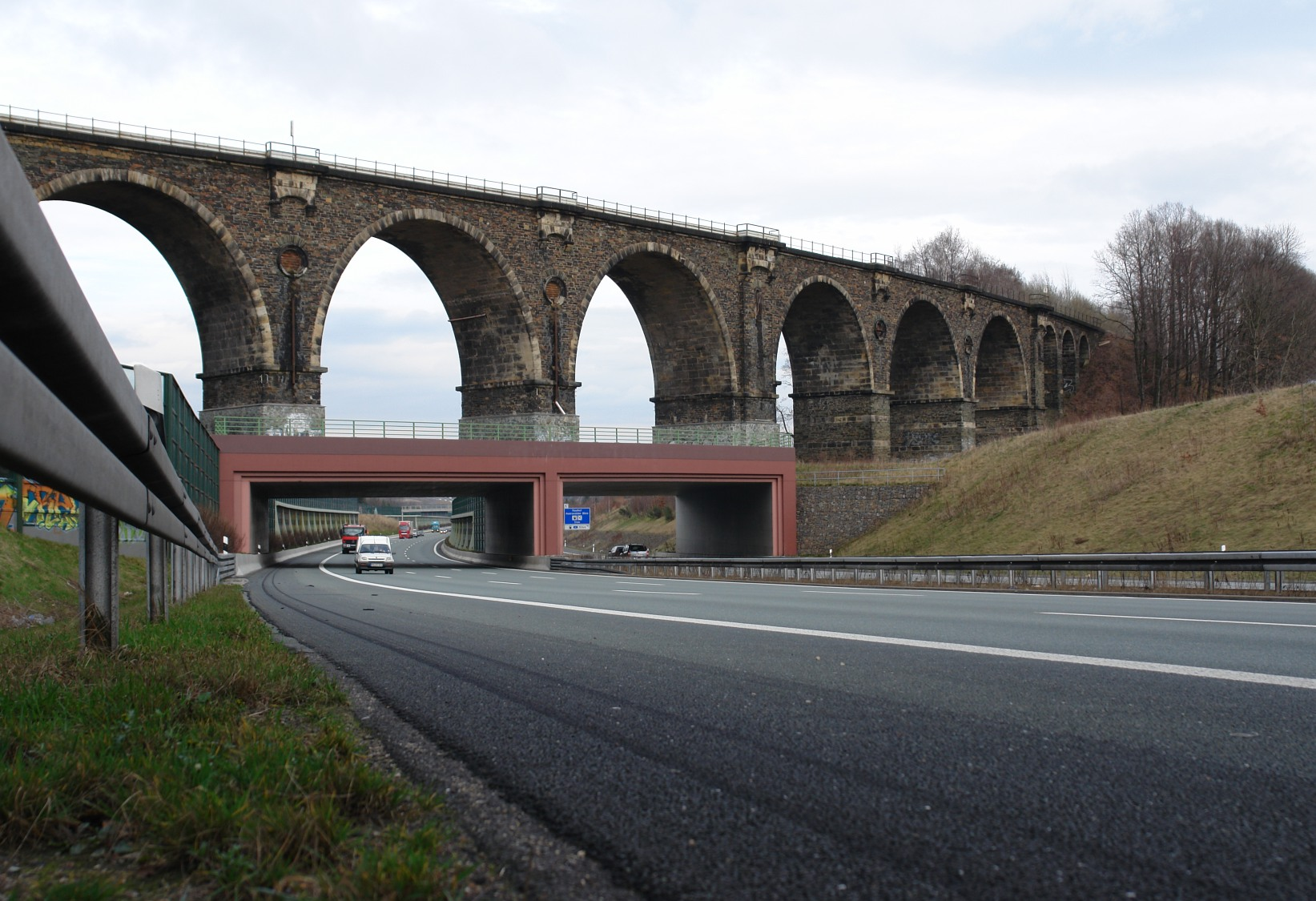
ドイツ東部ケムニッツで鉄道と交差
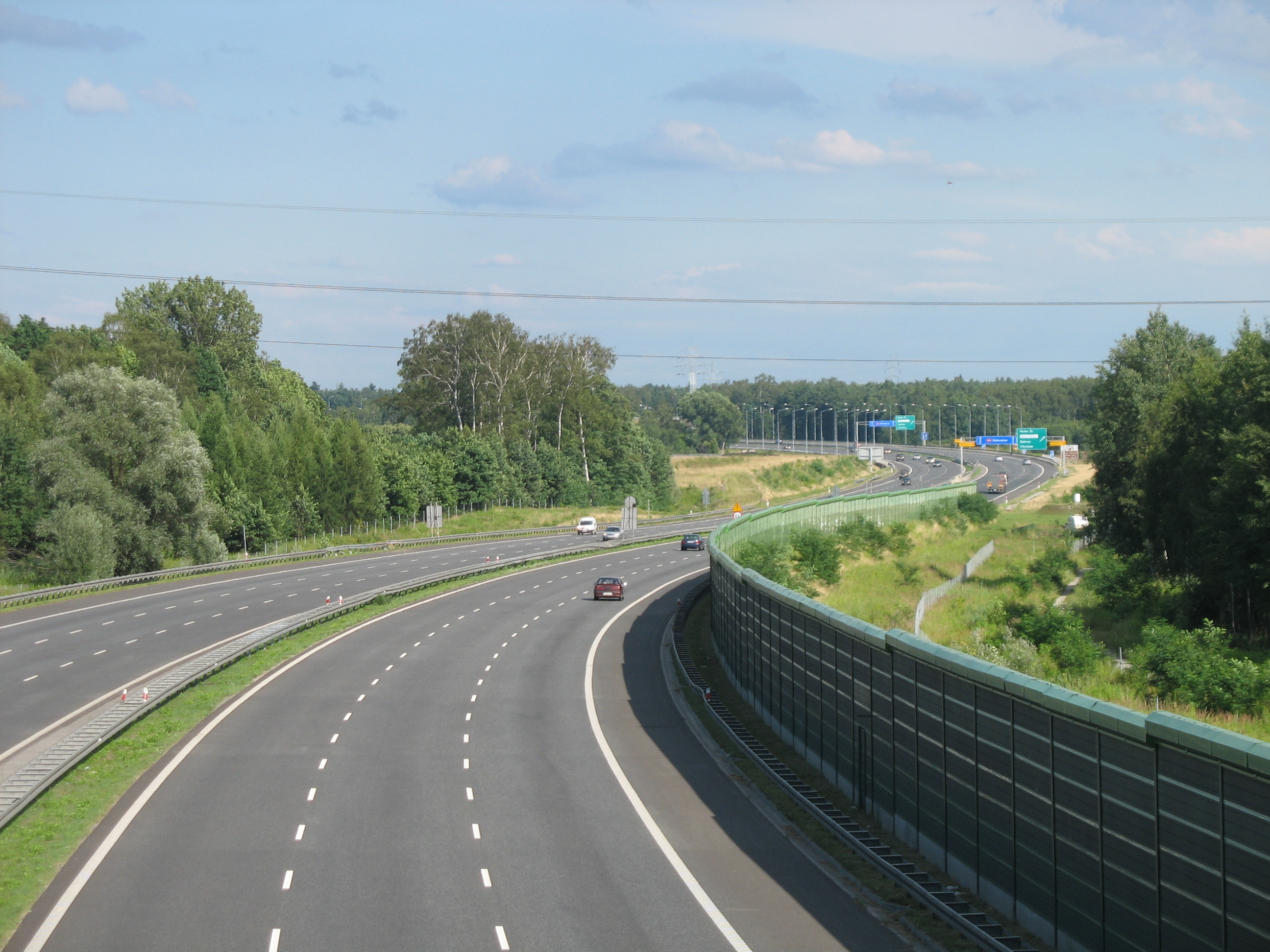
ポーランドのUpper Silesian Industrial Region、Zabrze
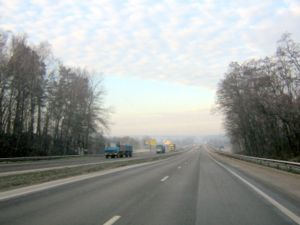
ウクライナのキーウとジトーミルを結ぶ高速道路
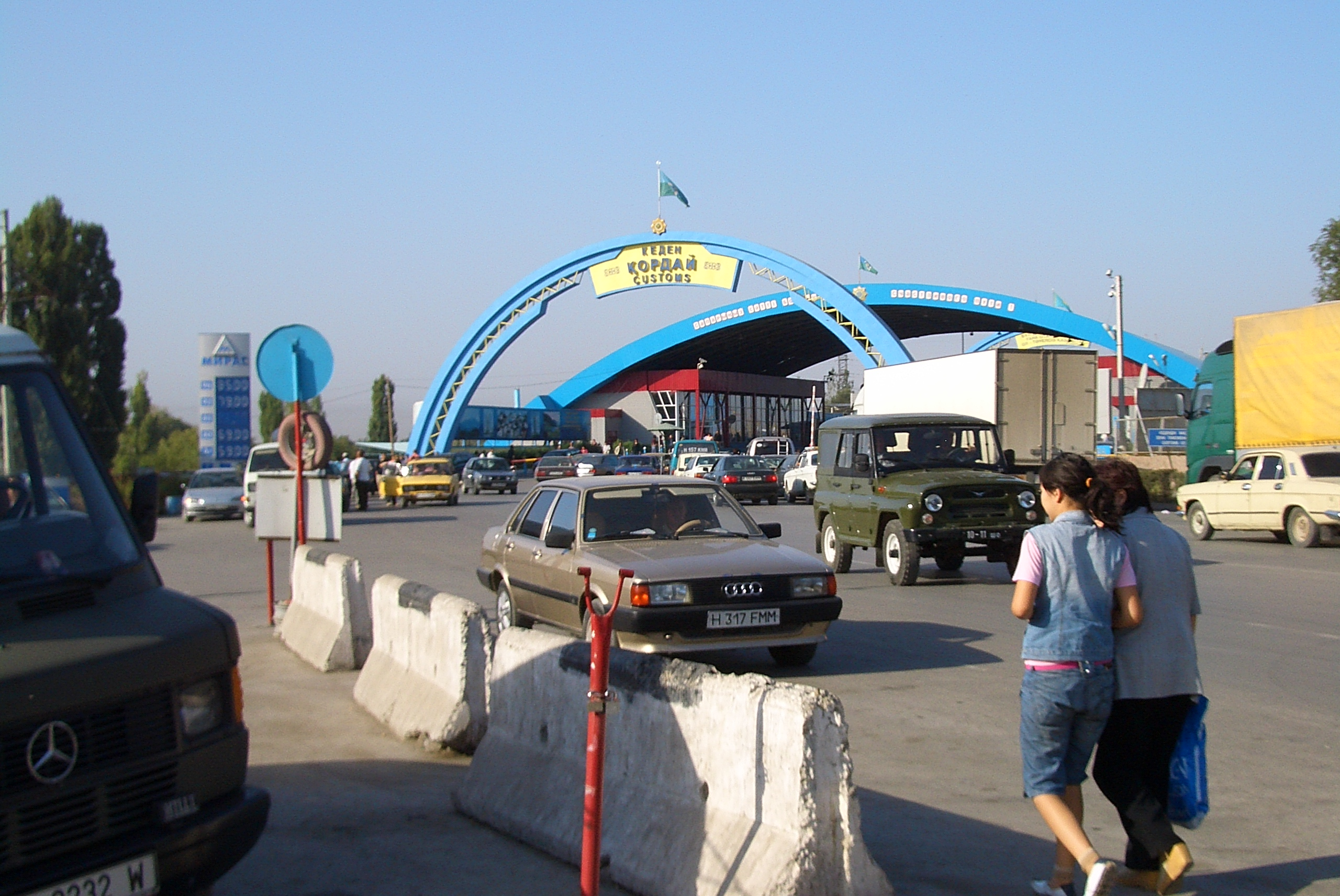
カザフスタンーキルギス国境
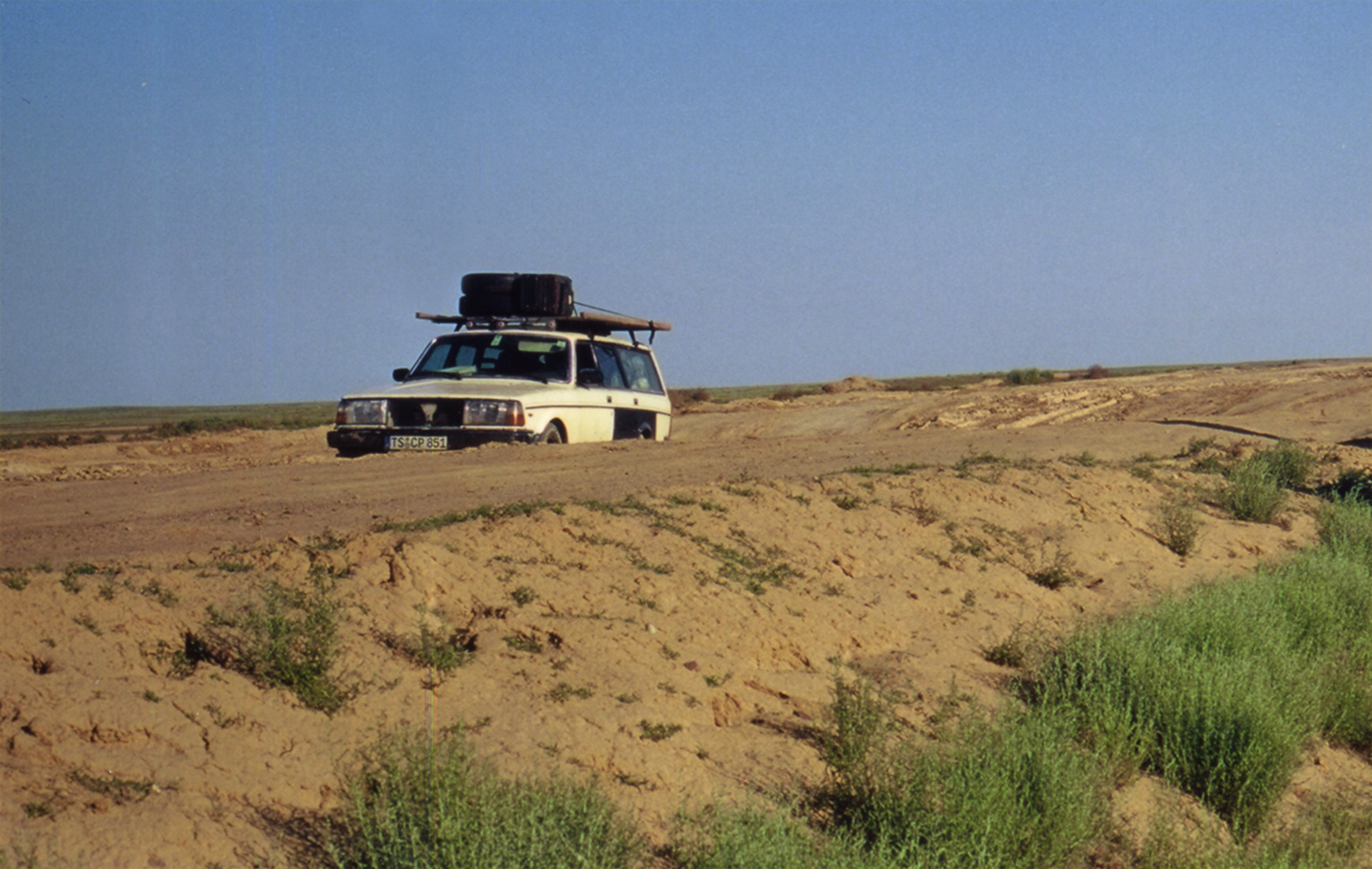
カザフスタンとウズベキスタンを結ぶ道路
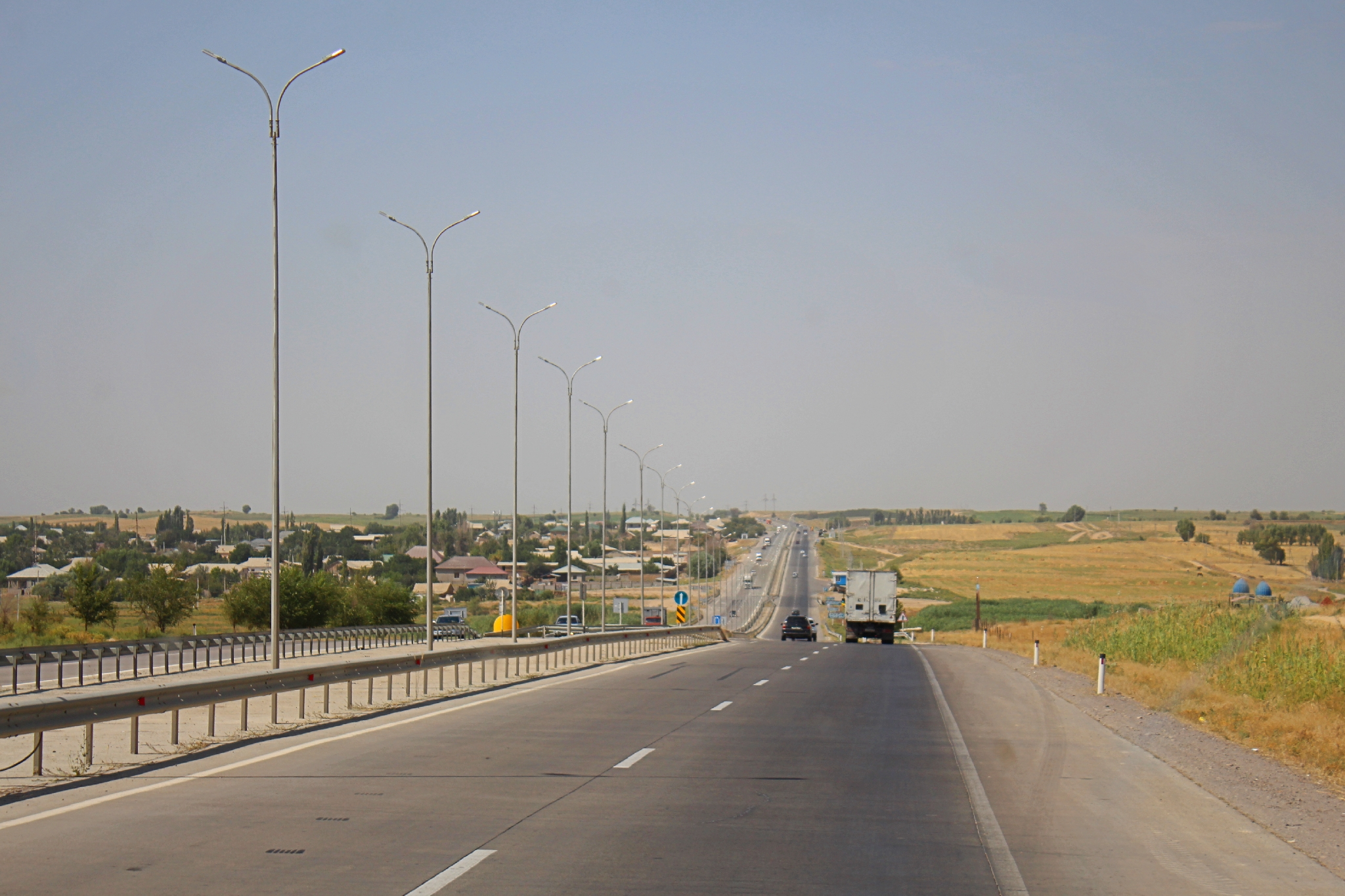
タシュケントとシムケントを結ぶ道路（アルマトイへ向かって撮影）
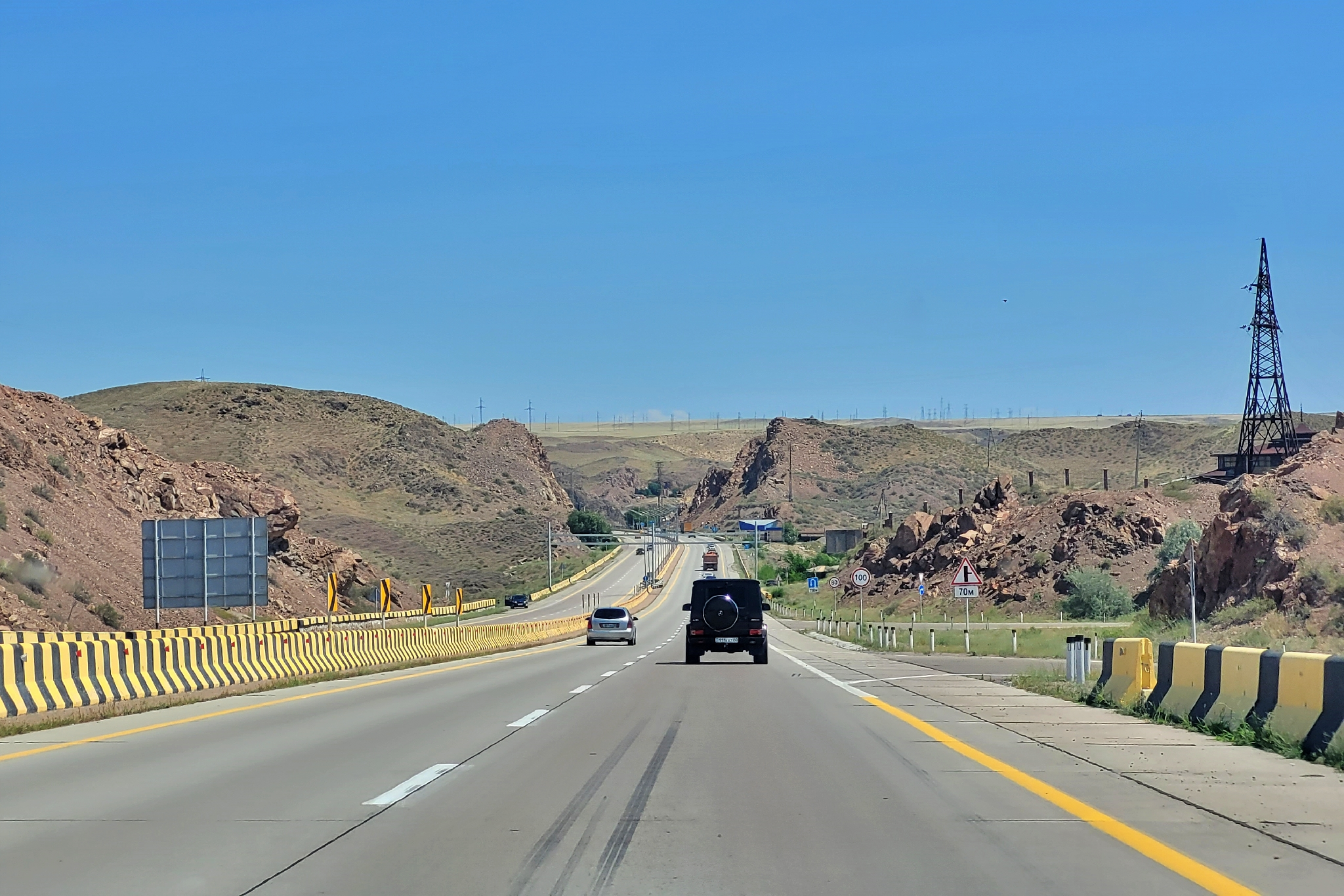
アルマトイ、タルディコルガン間